# Tour Hekla
A Tour Hekla (Tour Rose de Cherbourg) felhőkarcoló a párizsi La Défense üzleti központban. Puteaux önkormányzathoz tartozik.
A Tour Hekla építési engedélyét 2016 júniusában kapta meg. Az első munkálatok 2018 májusában kezdődtek, 2022-ben készült el. A projekt költsége becslések szerint 248 millió euró. 
Az épületet Jean Nouvel francia építész tervezte.